# Jim Jackman
Jim Jackman (* 10. September 1957 in North Hollywood, Kalifornien) ist ein US-amerikanischer Schauspieler.

## Leben
Jackman hatte 1986 sein Spielfilmdebüt mit einer kleinen Nebenrolle in der Filmkomödie Hamburger – The Movie. Im darauf folgenden Jahr spielte er in Mel Brooks’ Spaceballs die Rolle des Major Asshole an der Seite von Rick Moranis. Es folgten weitere kleinere Filmrollen, unter anderem in den Komödien Endlich wieder 18 und Meine Stiefmutter ist ein Alien. Daneben war er als Gastdarsteller in einer Reihe US-amerikanischer Fernsehserien zu sehen. Als 2008 eine auf Spaceballs basierende Zeichentrickserie produziert wurde, zählte er neben Daphne Zuniga und Joan Rivers zu den wenigen Originaldarstellern.

## Filmografie (Auswahl)

### Film
- 1986: Hamburger – The Movie (Hamburger: The Motion Picture)
- 1987: Das Chaoten-Team (Disorderlies)
- 1987: Der tapfere kleine Toaster (The brave little toaster)
- 1987: Mel Brooks’ Spaceballs (Spaceballs)
- 1988: Endlich wieder 18 (18 Again!)
- 1988: Meine Stiefmutter ist ein Alien (My Stepmother Is an Alien)
- 1999: Der Junggeselle (The Bachelor)
- 2001: Verrückt/Schön (Crazy/Beautiful)
- 2005: Einsatz auf vier Pfoten – Ein Weihnachtsmärchen (The 12 Dogs of Christmas)

### Fernsehen
- 1987: Full House
- 1987: Harrys wundersames Strafgericht (Night Court)
- 1994: Ellen
- 1998: Addams Family – Und die lieben Verwandten (Addams Family Reunion) (Fernsehfilm)
- 1998: Hinterm Mond gleich links (3rd Rock from the Sun)
- 1999: Ein Zwilling kommt selten allein (Two of a Kind)
- 1999: Susan
- 2003: Malcolm mittendrin (Malcolm in the Middle)
- 2008: Spaceballs: The Animated Series